# Комитет уголовно-исполнительной системы МВД Республики Казахстан
Комитет уголовно-исполнительной системы (Комитет УИС, КУИС) — ведомство Министерства внутренних дел Республики Казахстан, осуществляющее руководство в сфере исполнения наказаний и иных мер уголовно-правового воздействия.

## Основные задачи Комитета
Задачами Комитета УИС являются:
- регулирование порядка и условий исполнения и отбывания наказаний и иных мер уголовно-правового воздействия;
- охрана прав и свобод осужденных, обеспечение прав и законных интересов подозреваемых, обвиняемых, а также граждан в уголовно-исполнительной системе органов внутренних дел Республики Казахстан.

## История
Своими корнями УИС Казахстана уходит в далекое прошлое.
В Казахстане тюрьмы стали строиться уже в конце XVIII века. Так, Семипалатинская тюрьма была введена в эксплуатацию в 1773 г., Уральская - в 1858 г. и т.д. До строительства тюрем арестанты содержались в армейских гауптвахтах, в которых условия содержания были крайне тяжелыми.
Положение дел в тюрьмах Российской империи не изменилось ни в XVIII, ни в XIХ столетиях. Одной из причин их неудовлетворительного состояния являлось то, что целью наказания считались возмездие и устрашение. Именно поэтому в царской России на рубеже XX века не было спроса на пенитенциарные знания, не сформировалась пенитенциарная наука, не развивалась законодательная основа деятельности мест заключения. Другой причиной плохого состояния тюрем являлся постоянный рост численности заключенных вследствие негативных социально-экономических изменений в государстве.
На территории Казахстана к началу XX века функционировали 20 тюрем со значительным количеством заключенных. Так, в тюрьмах Тургайской области, рассчитанных на 300-350 мест, в 1915 г. содержалось в 9-10 раз больше заключенных. В Верненской тюрьме в 1905 г. содержалось 7708 человек, а в 1907 г. численность заключенных составляла 17 063 человека. Тюрьмы не были пригодны для решения задач исправления заключенных, поскольку в них окончательно сформировался мир преступников с присущими им традициями и обычаями. К началу XX в., несмотря на реформирование системы, тюрьмы оставались единственным местом изоляции преступников и отбывания наказания лиц, осужденных за контрреволюционные и уголовные преступления.
С установлением советской власти исправительно-трудовые учреждения были переданы в ведение Народного комиссариата юстиции РСФСР, при котором было создано Главное управление местами заключения, переименованное в мае 1918 г. в карательный отдел. В 1919 г. переименован в Центральный карательный отдел.
Первейшей задачей органов НКЮ РСФСР была ликвидация дореволюционной тюремной системы и проведение широкой реформы карательных учреждений путем внедрения в практику работы новых методов воздействия на осужденных. Так, постановлением НКЮ РСФСР от 24 января 1918 г. «О тюремных рабочих командах» было предложено организовать в тюрьмах рабочие команды из числа трудоспособных заключенных для производства необходимых государственных работ. Этот нормативный акт положил начало одному из основных средств перевоспитания осужденных - общественно полезному труду.
23 июля 1918 г. была утверждена Временная инструкция «О лишении свободы как мере наказания и о порядке отбывания такового», ставшая первым нормативным актом, устанавливавшим систему мест заключения и определявшим порядок содержания осужденных. Устанавливались пять видов ИТУ: общие места заключения (тюрьмы), реформатории, земледельческие колонии, испытательные заведения с ослабленным режимом, лечебные заведения для психически больных и тюремные больницы. Подчеркивалось, что исправительно-трудовой характер лишения свободы обязательно связан с принудительным трудом осужденных. В стране были созданы десятки исправительно-трудовых колоний с различным производством.
15 ноября 1920 г. постановлением НКЮ РСФСР было утверждено Положение об общих местах заключения. Это был уже фундаментальный нормативный акт, который устанавливал четкую систему отбывания наказания. Положением предусматривалось содержание осужденных в тюрьмах и ИТК с учетом социальной опасности и поведения в местах заключения. Все они первоначально делились на три категории по характеру и тяжести совершенного преступления с раздельным содержанием каждой категории. Осужденные, в свою очередь, делились на три разряда - испытуемые, исправляющиеся и образцовые.
В первые годы советской власти перед ИТУ ставилась важная и гуманная цель - исправление и приспособление преступников к труду, уважению законов. Эта задача была отражена в Декрете СНК РСФСР от 21 марта 1921 г. «О лишении свободы и о порядке условно-досрочного освобождения», где отмечалось, что лишение свободы имеет своей целью поставить осужденных преступников в условия, не позволяющие им причинять вред обществу; предоставить им возможность исправления и приспособления к трудовой жизни.
Наряду с общими местами лишения свободы, находившимися в ведении НКЮ РСФСР, существовали места заключения, подведомственные НКВД и ВЧК, именовавшиеся концентрационными лагерями или лагерями принудительных работ, где содержались осужденные за контрреволюционные преступления и особо опасные уголовные преступники. К этому времени было упорядочено и содержание осужденных несовершеннолетних в специально созданных для них трудовых домах.
К началу 1921 г. в республике существовало три вида мест заключения, каждый из которых находился в разных ведомствах: дома лишения свободы с подчинением губюстам, концентрационные лагеря при Главном управлении принудительных работ НКВД и арестные дома, находившиеся в ведении органов милиции. Совнарком республики Декретом от 24 марта 1921 г. упразднил Главное управление принудительных работ НКВД и принял решение о передаче концентрационных лагерей и арестных домов в ГУМЗ в составе Наркомюста республики.
К этому времени в Казахстане насчитывалось 24 места лишения свободы, в том числе концлагеря и 1 сельхозколония. Общая численность заключенных в 1921 г. составляла 8305 человек. КирЦИК декретом от 30 марта 1922 г. упразднил концлагеря, преобразовав их в дома принудительных работ. Постановлением СНК РСФСР от 23 июня 1922 г. все места лишения свободы были переданы из ведения НКЮ в НКВД. В 1924 г. для руководства ИТУ в составе НКВД КАССР был создан Отдел мест заключения.
В том же году вышел в свет первый Исправительно-трудовой кодекс РСФСР, установивший единую систему деятельности ИТУ. Главной задачей ИТУ являлось приспособление преступника к условиям советского общежития путем исправительно-трудового воздействия, соединенного с лишением свободы. Устанавливалось пять видов мест содержания: дома заключения; исправительно-трудовые дома, в том числе для несовершеннолетних правонарушителей, и отдельные - для правонарушителей из рабоче-крестьянской молодежи; трудовые колонии - сельскохозяйственные, ремесленные, фабричные; изоляторы спецназначения; переходные исправительно-трудовые дома. Учреждались колонии для содержания психически неуравновешенных, туберкулезных и других больных заключенных. Осужденные подразделялись на три категории: подлежащие лишению свободы со строгой изоляцией; профессиональные преступники; все остальные заключенные. Устанавливалось три разряда - начальный, средний и высший, в которые зачислялись осужденные с учетом их поведения в заключении и после отбытия срока наказания. Из высшего разряда осужденные, показавшие свое исправление, переводились в переходные исправительно-трудовые дома, где они на полусвободном режиме готовились к освобождению.
Декретом ВЦИК СНК РСФСР от 23 марта 1925 г. был утвержден Устав службы в местах заключения, которым устанавливались строгая структура служебных аппаратов и положение сотрудников ИТУ, их обязанности, права и льготы. В период с 1926-1930 гг. в республике действовали в основном два вида мест лишения свободы: дома заключенных и исправительно-трудовые дома. При этом осужденные содержались преимущественно в исправтруддомах. При исправтруддомах были отделения переходного исправления. В г. Уральске действовал изолятор специального назначения, в котором содержались наиболее социально опасные преступники. В 1926 г. функционировал краевой дом для несовершеннолетних правонарушителей в г. Казалинске. В 1927 г. была создана первая в республике Алма-Атинская сельскохозяйственная колония. В республике в 1927 г. насчитывалось всего 34 ИТУ разных типов.
Многие заключенные использовались на сельхозработах в подсобных хозяйствах исправтруддомов. Положительно проявившим себя в местах лишения свободы предоставлялись отпуска домой для участия в полевых работах. По возвращении они представляли справку из местных советов о выполненной работе и отзыв о поведении во время отпуска. Заключенные, отслужившие в рядах РККА, осужденные за малозначительные преступления, привлекались на самоохрану. Их назначали на должности стрелков, выдавали оружие, они несли службу по охране ИТУ и конвоированию заключенных.
Основной акцент государства в сфере исполнения наказаний и функционирования ИТУ Казахстана в этот период и последующие годы делался на экономическую составляющую деятельности ИТУ. Это, в свою очередь, было связано с широкомасштабными кампаниями, которые проводило советское государство в 20-60-е годы XX века. По сути, экономическое развитие страны зиждилось на титаническом труде прежде всего местного населения республики, депортированных в Казахстан народов, эвакуированного населения и огромной армии заключенных.
Существенные изменения в деятельности ИТУ наступили в 30-е годы. В это время ставилась задача полного трудоустройства всех осужденных и достижения самоокупаемости исправтруддомов.
В 1931 г. произошли изменения и в материальном положении работников ИТУ. Постановлением ВЦИК и СНК РСФСР № 630 в 1931 г. был утвержден закон, приравнивавший работников ИТУ по правовому и материальному положению к военнослужащим РККА; на них распространился Устав Красной Армии. Был установлен порядок ношения форменной одежды, и определены знаки различия.
В последующие годы шел процесс создания в республике исправительно-трудовых колоний, где содержались правонарушители из среды трудящихся, не требующих строгой изоляции. Создание колоний позволяло полностью отделить осужденных за малозначительные преступления от опасных уголовных преступников. В них допускалось широкое использование осужденных на бесконвойных работах.
Постановлением ВЦИК и СНК РСФСР от 1 августа 1933 г. был утвержден новый Исправительно-трудовой кодекс РСФСР. Основными мерами исправления преступников стали обязательный (принудительный) труд, режим и политико-воспитательная работа. Устанавливался один вид мест лишения свободы - исправительно-трудовые колонии, подразделявшиеся на фабрично-заводские и сельскохозяйственные колонии - для содержания осужденных из числа трудовых элементов; колонии массовых работ - для осужденных за тяжкие преступления; штрафные колонии - для изоляции злостных нарушителей режима; колонии для несовершеннолетних правонарушителей со школами ФЗУ и сельскохозяйственными училищами; при них оставались учреждения медицинского характера - психбольницы и др. Вместо домзаков были учреждены изоляторы для подследственных и пересыльные пункты.
В октябре 1934 г. был вновь организован НКВД СССР, места заключения из ведения НКЮ были переданы в его ведение. В составе НКВД СССР было создано Главное управление исправительно-трудовых лагерей, трудколоний и мест заключения. В КАССР было организовано УНКВД и в его составе - Отдел мест заключения поселений.
В 1938 г. правительством республики было принято решение возложить производство всей мебели на ИТУ, выделив для этого дополнительные фонды на материалы и оборудование, а также средства на расширение производственных площадей. Заключенные приобретали профессию мебельщиков, которая была в то время одной из дефицитных, а мебельная промышленность приравнивалась по своему значению к важнейшим отраслям. Наряду с этим осужденные привлекались к строительству объектов народного хозяйства.
К началу 1941 г. ИТУ республики приняли новую структуру. В составе Отдела ИТУ, трудпоселений НКВД КазССР находились 11 колоний промышленного типа, 6 сельскохозяйственных, две колонии массовых работ и одна пересыльная тюрьма. В ведении было 129 инспекций исправительно-трудовых работ и комендатур по обслуживанию трудпоселенцев.
Годы Великой Отечественной войны наложили значительный отпечаток на функционирование исправительно-трудовых учреждений республики. Подразделения ИТУ, личный состав учреждений были переведены на военное положение, многие призваны в ряды Красной Армии. Большая часть заключенных была направлена на фронт, где своей кровью должна была искупить свою вину перед обществом и государством. Как правило, из числа осужденных формировались штрафные роты, батальоны, дивизии.
В подразделениях производилась перестройка производства на выпуск военной продукции. Колонии по производству мебели: Алматинская ИТК-1, Петропавловская ИТК-3, Семипалатинская ИТК-7, Таинчинский цех и четыре детские трудколонии были переключены на выпуск спецтранспортировки боеприпасов на фронт. Ремонтный завод Карлага производил мины для 50 и 82 мм минометов, другие заводы делали тачанки, носилки, лыжи, маскнакидки, гранаты, обмундирование.
В январе 1942 г. Отдел ИТУиТП НКВД КазССР был преобразован в Управление исправительно-трудовых лагерей и колоний НКВД КазССР.
В это время в республику стал поступать контингент заключенных из прифронтовых областей. В 1942 г. в республике были вновь организованы и действовали 22 колонии массовых работ, к 1944 г. - 32 колонии массовых работ. К 1941 г. в Казахстан стали поступать несовершеннолетние правонарушители из западных стран, среди которых были подростки, чьи родители погибли в первые дни войны. Для содержания этого контингента были созданы четыре детские трудовые колонии. В составе НКВД КазССР был создан Отдел по борьбе с детской беспризорностью и безнадзорностью, из УИТЛК в его ведение были переданы детские трудколонии.
В годы войны в Казахстане было размещено несколько колоний для военнопленных. Первым и крупным был Карагандинский лагерь, где содержалось более 45 тыс. военнопленных. В 1942-1943 гг. были созданы лагерные отделения в г. Караганде, Джезказгане и Балхаше. В Караганде 5 крупных угольных шахт были полностью укомплектованы рабочей силой из числа военнопленных. Они использовались на строительстве шахт и промышленных объектов. Два цеха на заводе им. Пархоменко в Караганде, выпускавшие военную продукцию, были полностью укомплектованы специально подобранными для этой работы военнопленными. Большое число румынских военнопленных трудилось на медных рудниках в Балхаше. В Джезказгане военнопленные работали на медных рудниках и строительстве промышленных объектов. Во второй половине 1945 г. были созданы пять лагерей для японских военнопленных: в Алма-Ате, Усть-Каменогорске, Туркестане, Чимкентской области, Джезказгане. Руководство лагерями военнопленных в республике осуществлял Отдел военнопленных и интернированных НКВД КазССР (ОПВИ).
В послевоенные годы ИТУ республики оказались в сложных условиях. Перед ними ставилась задача в кратчайшее время перестроить работу ИТК на мирный лад, перевести промышленные предприятия на выпуск мебели и товаров народного потребления, повысить производительность сельского хозяйства, обеспечить трудоустройство осужденных. Выполнение этих задач усложнялось тем, что после амнистии 1945 г. коллективы трудовых и сельскохозяйственных колоний распались. Сложным оставался вопрос о трудовом использовании заключенных, содержавшихся в ведении УИТЛК МВД КазССР.
К 1950 г. в составе УИТЛК насчитывалось 18 колоний, базировавшихся на собственном производстве, в том числе 8 промышленных и 10 сельскохозяйственных. В послевоенные годы ИТУ вносили свой вклад в развитие народного хозяйства республики. Количество контрагентских колоний, выделявших рабочую силу на важнейшие промышленные стройки, росло, и к 1950 г. в составе УИТЛК их уже насчитывалось более двадцати.
Народнохозяйственным планом второй послевоенной пятилетки придавалось большое значение развитию сырьевой базы Казахстана. Ставилась задача резкого увеличения добычи угля и цветных металлов. В целях выполнения этой программы в 1950 г. на базе бывших лагерей военнопленных в г. Караганде были организованы два исправительно-трудовых лагеря - Песчаный и Луговой, в г. Джезказгане - Степной ИТЛ, в г. Экибастузе - Дальний ИТЛ.
Были предъявлены жесткие требования к аппаратам ИТУ по повышению производительности труда осужденных. Сотрудникам было вменено в обязанность обеспечивать постоянный контроль за соблюдением заключенными производственной дисциплины и режима работы. Принимались строгие меры в отношении нарушителей трудовой дисциплины и дезорганизаторов производства.
В 50-х годах не менее сложной была задача обеспечения надежной охраны и режима содержания. Дифференцированное размещение заключенных было нарушено еще в довоенный период, и всю войну они содержались смешанно, независимо от судимостей и тяжести совершенных преступлений. В 1946 г. устанавливались два вида режима - общий и усиленный. На последнем содержались осужденные за бандитизм, разбой. Позднее был введен третий вид режима - строгий, для злостных нарушителей режима.
Упорядочение в содержании осужденных по категориям началось лишь в начале 1955 г., после выхода в свет постановления ЦК КПСС и СМ СССР от 10 июля 1954 г. «О мерах по улучшению работы исправительно-трудовых лагерей и колоний МВД СССР», которым было установлено раздельное содержание осужденных на общем, облегченном и строгом режиме. Этим постановлением предусматривалась изоляция наиболее опасных преступников от остальных правонарушителей, а также исправление и перевоспитание осужденных на основе приобщения их к общественно полезному труду.
В 1958 г. Совет Министров СССР утвердил Положение об исправительно-трудовых колониях и тюрьмах. Эти меры сыграли большую роль в улучшении деятельности ИТУ республики. При объединении МВД и КГБ Постановлением Совета Министров СССР от 28 марта 1953 г. № 934 УИТЛК со всеми его подразделениями было передано в ведение Министерства юстиции КазССР. В 1958 г. УИТЛК было переименовано в Управление местами заключения (УМЗ). Аппараты Управления и его подразделений комплектовались в основном за счет кадровых работников УИТЛК и Карлага, но многие работники из числа инженерно-технического персонала прибывали по направлению ГУЛАГа МВД СССР из других союзных республик.
Сложным периодом в деятельности ИТУ республики были 1956-1960 годы. Были ликвидированы ИТУ сельского хозяйства и подрядного строительства, возникла проблема размещения и трудоустройства осужденных. Действующие колонии оказались перенаселенными. Назрела необходимость организации новых контрагентных колоний, и они стали ускоренно создаваться на базе строящихся предприятий, предусмотренных народнохозяйственным планом. Произошли изменения и в содержании осужденных. Они стали содержаться в колониях и тюрьмах, исправительно-трудовые лагеря упразднялись. Было введено три вида режима содержания осужденных: общий, усиленный и строгий. Основными средствами исправления и перевоспитания осужденных стали: строгое соблюдение режима, участие в общественно-полезном труде и политико-воспитательная работа. Указом Президиума Верховного Совета СССР от 14 июня 1954 г. было восстановлено условно-досрочное освобождение, которое действовало до начала войны. В 1957 г. возобновили свою деятельность наблюдательные комиссии по делам несовершеннолетних. В исправительных учреждениях введена подрядная система и офицерские должности начальников отрядов.
В 1960 г. в УМЗ (управление местами заключения) МВД Казахской ССР входило 32 колонии, из них 22 промышленных, 4 сельскохозяйственных, 6 контрагентских. Действовали 5 мебельных фабрик, 7 швейных цехов, фабрика по производству валенок, металлообрабатывающий завод и 12 различных подсобно-вспомогательных цехов.
В 1961 г. было принято Постановление ЦК КПСС и Совета Министров СССР «О мерах по улучшению деятельности исправительно-трудовых учреждений МВД СССР». Главной задачей ИТУ было объявлено перевоспитание осужденных, с тем, чтобы каждый из них после освобождения стал полезным членом общества. Главным средством перевоспитания объявлялся общественно полезный труд. Введены четыре вида режима: общий, усиленный, строгий и особый, в тюрьмах — общий и строгий. Таким образом, эти меры представляли собой очередной этап в обеспечении дифференцированного подхода в содержании осужденных с учетом их социальной опасности. В 50-60-е годы в пенитенциарной системе Казахстана апробируются своеобразные «пилотные» проекты, появляются новые виды исправительных учреждений. Так, с целью обеспечения целинных совхозов рабочей силой за счет отбора лиц, осужденных за менее опасные преступления, создаются колонии-поселения. Были созданы также три колонии особого режима (г. Джетыгара Кустанайской области, п. Вишневка Акмолинской области, п. Заградовка Северо-Казахстанской области). Изменениям подвергаются и штаты исправительных учреждений. В 1961 г. в центральных аппаратах появляются должности заместителей начальников подразделений по политико-воспитательной работе среди заключенных. Центром политико-воспитательной работы становится отряд. Широкую форму приняло общеобразовательное и профессиональное обучение. В 1968 г. были созданы 33 профессионально-технических училища (ПТУ). Реформированию также подлежали трудовые колонии для несовершеннолетних. Основным средством воспитания подростков был объявлен труд с общеобразовательной и профессиональной подготовкой, вводилась форма общественного самоуправления. Определялись структура отряда, порядок условно-досрочного освобождения, оплата труда, освобождение и трудоустройство, участие общественности в воспитательной работе среди подростков, деятельность комиссий по делам несовершеннолетних и другие. Позднее, с 1972 года, трудовые колонии для несовершеннолетних получили название «воспитательно-трудовые колонии» (ВТК), где стали содержаться только подростки, осужденные за совершенные преступления. Вся другая категория воспитанников была передана в специальные учебно-воспитательные заведения Министерства просвещения. В декабре 1971 г. был утвержден Исправительно-трудовой кодекс КазССР, в котором в частности отмечалось, что основными средствами исправительно-трудового воздействия на осужденных являются режим отбывания наказания, общественно полезный труд и политико-воспитательная работа, а также общеобразовательное и профессионально-техническое обучение. В качестве поощрений осужденных стали переводить в колонии-поселения, с особого режима, в выделенные зоны с помещениями некамерного типа, в подразделения строгого режима. Каждый осужденный отбывал наказание в одной и той же колонии.
Для обеспечения более эффективной работы по борьбе с преступностью в местах лишения свободы в 1981 г. режимно-оперативные отделы были реорганизованы в два самостоятельных отдела — отдел режима и отдел оперативной работы. В колониях укрепились режимно-оперативные части, главными их функциями стала работа по профилактике преступлений среди осужденных и пресечению нарушений режима содержания путем установления постоянного надзора за лицами, склонными к правонарушениям. Было установлено всеобщее обязательное среднее образование для осужденных в возрасте до 40 лет. Лицам, имеющим восьмилетнее образование, разрешалось получить среднее образование. Обязательным также являлось профтехобучение для лиц, не имеющих специальности, обучение осужденных новым профессиям и повышение квалификации.
Большое значение уделялось участию общественности и самодеятельных организаций осужденных в работе по их исправлению и перевоспитанию. Центром всей работы являлся отряд осужденных, представлявший собой коллектив, сформированный по производственным и режимным требованиям. На протяжении 60-80-х годов численность исправительных учреждений в Казахстане продолжала расти. Безусловно, масштабы были не такими как в военный период, но и для мирных лет эти цифры были высокими.
Так, к 1970 г. в составе УИТУ Казахской ССР функционировало 44 исправительно-трудовых колоний, а к середине 80-х гг. – 71 исправительно-трудовая колония, 4 сельскохозяйственные колонии-поселения, 4 лечебно-трудовых профилактория. В 80-е годы неоднократно изменялись наименование и структура уголовно-исполнительного ведомства.
В 1981 г. УИТУ МВД КазССР было преобразовано в Главное управление ИТУ, а в 1988 г. — Главное управление по исполнительным делам (ГУИД) МВД КазССР.
В 60-80-е годы XX века вместо ликвидированной системы исправительно-трудовых лагерей была создана система исправительно-трудовых колоний закрытого типа с собственным производственным потенциалом. Исправительно-трудовые колонии, так же как и исправительно-трудовые лагеря, функционировали на основе принципа самоокупаемости. В качестве дешевой рабочей силы по-прежнему использовался труд сотен тысяч осужденных. По сути, советское государство было заинтересовано в постоянном росте численности тюремного населения, так как исправительные учреждения являлись неотъемлемой частью советской экономики.
В целом, уголовно-исполнительная система республики представляла собой своеобразное «государство в государстве», государство в миниатюре. Испытывая на себе общесоюзное влияние, вместе с тем, оказывала непосредственное влияние и на политическую, социально-экономическую, культурную, общественную ситуацию в стране.
Важным шагом развития уголовно-исполнительной системы является разработка новой редакции Уголовно-исполнительного кодекса, которая была реализована во исполнение поручения Главы государства. Данное законодательство вступило в силу 1 января 2015 года. К числу одной из новелл нового Уголовно-исполнительного кодекса относится классификация исправительных учреждений, исполняющих наказания в виде лишения свободы в зависимости от степени безопасности и содержания осужденных.
В связи с чем, в УИК внедрены следующие названия учреждений: минимальной безопасности – колонии-поселения; средней безопасности – исправительные колонии общего режима; средней безопасности для содержания несовершеннолетних — воспитательные колонии; полной безопасности — исправительные колонии строгого режима; максимальной безопасности — исправительные колонии особого режима; чрезвычайной безопасности – тюрьмы; смешанной безопасности — учреждения для содержания осужденных с различными видами режимов, а также следственные изоляторы, используемые для содержания лиц, осужденных к лишению свободы либо оставленных для выполнения работ по хозяйственному обслуживанию.

## Руководство
Комитет возглавляет заместитель министра внутренних дел Председатель Комитета уголовно-исполнительной системы МВД Республики Казахстан, назначаемый приказом Министра внутренних дел Республики Казахстан. С 28 февраля 2025 года руководит комитетом полковник юстиции Кайырбеков Абай Серикович . Председатель Комитета уголовно-исполнительной системы МВД Республики Казахстан имеет 3 заместителей, включая Первого заместителя председателя.
Комитет уголовно-исполнительной системы МВД Республики Казахстан расположен в Астане.

### Структурные подразделения Комитета
1. Штаб-Управление;
2. Управление собственной безопасности;
3. Управление режима, надзора и охраны;
4. Оперативное управление;
5. Управление воспитательной и социально-психологической работы среди осужденных;
6. Управление по руководству службой пробации;
7. Управление воспитательной и кадровой политики;
8. Управление финансового обеспечения;
9. Управление тылового обеспечения;
10. Отдел специального учета;
11. Управления организации труда осужденных;
12. Управление информатизации и связи;
13. Отдел по защите государственных секретов;
14. Отдел информационной политики;
15. Группа документационного обеспечения;
16. Юридическая группа.

### Перечень организаций, находящихся в ведении Комитета
1. Республиканское государственное предприятие на праве хозяйственного ведения "Еңбек" учреждений уголовно-исполнительной (пенитенциарной) системы.
     2. Республиканское государственное предприятие на праве хозяйственного ведения "Еңбек-Өскемен" учреждений уголовно-исполнительной (пенитенциарной) системы.

### Перечень территориальных подразделений, находящихся в ведении Комитета
1. Департамент уголовно-исполнительной системы по Акмолинской области.
     2. Департамент уголовно-исполнительной системы по Актюбинской области.
     3. Департамент уголовно-исполнительной системы по Алматинской области.
     4. Департамент уголовно-исполнительной системы по Атырауской области.
     5. Департамент уголовно-исполнительной системы по Восточно-Казахстанской области.
     6. Департамент уголовно-исполнительной системы по Жамбылской области.
     7. Департамент уголовно-исполнительной системы по Западно-Казахстанской области.
     8. Департамент уголовно-исполнительной системы по Карагандинской области.
     9. Департамент уголовно-исполнительной системы по Кызылординской области.
     10. Департамент уголовно-исполнительной системы по Костанайской области.
     11. Департамент уголовно-исполнительной системы по Мангистауской области.
     12. Департамент уголовно-исполнительной системы по Павлодарской области.
     13. Департамент уголовно-исполнительной системы по Северо-Казахстанской области.
     14. Департамент уголовно-исполнительной системы по Туркестанской области.
     15. Департамент уголовно-исполнительной системы по городу Нур-Султану.
     16. Департамент уголовно-исполнительной системы по городу Алматы.
     17. Департамент уголовно-исполнительной системы по городу Шымкенту.
В ведении Комитета находятся 80 учреждений, Отдел охраны Департамента уголовно-исполнительной системы по городу Алматы, Учебный центр (г. Павлодар).